# Arquebisbat de Maputo
L'arquebisbat de Maputo (portuguès:  Arquidiocese de Maputo; llatí: Archidioecesis Maputensis) és una seu metropolitana de l'Església Catòlica a Moçambic. Al 2013 tenia 1.134.000 batejats sobre una població de 4.661.000 habitants. Actualment està regida per l'arquebisbe Francisco Chimoio, O.F.M.Cap..

## Territori
L'arxidiòcesi comprèn la ciutat de Maputo i la província homònia a l'extrem sud de Moçambic.
La seu arxiepiscopal és la ciutat de Maputo, on es troba la catedral de la Immaculada Concepció.
El territori de la diòcesi s'estén sobre 25.238 km² i està dividit en 44 parròquies.

### Diòcesis sufragànies
- Inhambane
- Xai-Xai

## Història
L'administració apostòlica de Moçambic va ser erigida el 21 de gener de 1612 mitjançant el breu apostòlic In supereminenti del Papa Pau V, prenent el territori de l'arxidiòcesi de Goa (avui arquebisbat de Goa i Damão).
Al 1783 l'administració apostòlica va ser elevada a prelatura territorial.
El 8 de juny de 1818 cedí una part del seu territori per tal que s'erigís el vicariat apostòlic del Cap de Bona Esperança i dels territoris adjacents (avui bisbat de Port Elizabeth). En realitat l'erecció del vicariat apostòlic romangué sobre el paper sense fer cap atuació, fins que l'11 de març i el 4 d'abril de 1819 s'erigí el vicariat apostòlic de Maurici (avui bisbat de Port-Louis).
El 4 de setembre de 1940, en virtut de la butlla Sollemnibus Conventionibus del Papa Pius XII cedí una nova porció de territori per tal que s'erigissin les diòcesis de Beira i Nampula (avui ambdues arxidiòcesis); i Maputo va ser elevada al rang d'arxidiòcesi metropolitana, assumint el nom d'arxidiòcesi de Lourenço Marques.
El 3 d'agost de 1962 i el 19 de juny de 1970 cedí noves porcions de territori per tal que s'erigissin, respectivament, les diòcesis d'Inhambane i de João Belo (avui bisbat de Xai-Xai).
El 18 de setembre de 1976 assumí el seu nom actual.

## Cronologia episcopal
- Maria José a Santo Tomas, O.P. † (18 de juliol de 1783 - 18 de juliol de 1801 mort)
- Vasco José a Domina Nostra de Bona Morte Lobo, C.R.S.A. † (26 de juny de 1805 - 17 de desembre de 1811 renuncià)
- Joaquim de Nossa Senhora de Nazareth Oliveira e Abreu, O.F.M. † (17 de desembre de 1811 - 23 d'agost de 1819 nomenat bisbe de São Luís do Maranhão)
- Bartholomeu de Martyribus Maya, O.C.D. † (10 de novembre de 1819 - 1828 mort)
- Antonio Tomas da Silva Leitão e Castro † (30 de gener de 1883 - 27 de març de 1884 nomenat bisbe de Angola e Congo)
- Enrico Giuseppe Reed da Silva † (27 de març de 1884 - 14 de març de 1887 nomenat bisbe de São Tomé de Meliapore)
- António José de Souza Barroso † (1 de juny de 1891 - 15 de setembre de 1897 nomenat bisbe de São Tomé de Meliapore)
- Sebastião José Pereira † (7 de novembre de 1897 - 17 de juliol de 1900 nomenat arquebisbe de Goa i Damão)
- António Moutinho † (18 d'agost de 1901 - 14 de novembre de 1904 nomenat bisbe de  Santiago de Cap Verd)

- Francisco Ferreira da Silva † (14 de novembre de 1904 - 8 de maig de 1920 mort)
- Joaquim Rafael Maria d'Assunçâo Pitinho † (16 de desembre de 1920 - 15 de novembre de 1935 nomenat bisbe de  Santiago de Cap Verd)
- Teodósio Clemente de Gouveia † (18 de maig de 1936 - 6 de febrer de 1962 mort)
- Custódio Alvim Pereira † (3 d'agost de 1962 - 26 d'agost de 1974 renuncià)
- Alexandre José Maria dos Santos, O.F.M. (23 de desembre de 1974 - 22 de febrer de 2003 ritirato)
- Francisco Chimoio, O.F.M.Cap. dal 22 de febrer de 2003

## Estadístiques
A finals del 2013, la diòcesi tenia 1.134.000 batejats sobre una població de 4.661.000 persones, equivalent al 24,3% del total.
| any  | població  | població  | població | sacerdots | sacerdots       | sacerdots       | sacerdots             | diaques | religiosos | religiosos | parròquies |
| ---- | --------- | --------- | -------- | --------- | --------------- | --------------- | --------------------- | ------- | ---------- | ---------- | ---------- |
| any  | batejats  | total     | %        | total     | clergat secular | clergat regular | batejats por sacerdot | diaques | homes      | dones      |            |
| 1949 | 104.770   | 1.290.315 | 8,1      | 65        | 24              | 41              | 1.611                 |         | 21         | 145        | 31         |
| 1970 | 442.818   | 1.396.551 | 31,7     | 223       | 128             | 95              | 1.985                 |         | 139        | 424        | 59         |
| 1980 | 289.648   | 908.226   | 31,9     | 42        | 5               | 37              | 6.896                 |         | 51         | 110        | 40         |
| 1990 | 304.700   | 1.019.000 | 29,9     | 73        | 8               | 65              | 4.173                 |         | 97         | 226        | 40         |
| 1999 | 475.000   | 3.850.000 | 12,3     | 108       | 19              | 89              | 4.398                 |         | 118        | 189        | 39         |
| 2000 | 475.000   | 3.850.000 | 12,3     | 112       | 23              | 89              | 4.241                 |         | 118        | 189        | 39         |
| 2001 | 476.000   | 3.859.000 | 12,3     | 107       | 18              | 89              | 4.448                 |         | 118        | 189        | 39         |
| 2002 | 464.000   | 3.859.000 | 12,0     | 107       | 18              | 89              | 4.336                 |         | 124        | 189        | 41         |
| 2003 | 675.000   | 3.850.000 | 17,5     | 88        | 19              | 69              | 7.670                 |         | 125        | 210        | 40         |
| 2004 | 675.000   | 3.850.000 | 17,5     | 80        | 21              | 59              | 8.437                 |         | 115        | 214        | 40         |
| 2013 | 1.134.000 | 4.661.000 | 24,3     | 85        | 29              | 56              | 13.341                |         | 232        | 147        | 44         |